# Capela de Nossa Senhora da Rocha (Cuba)

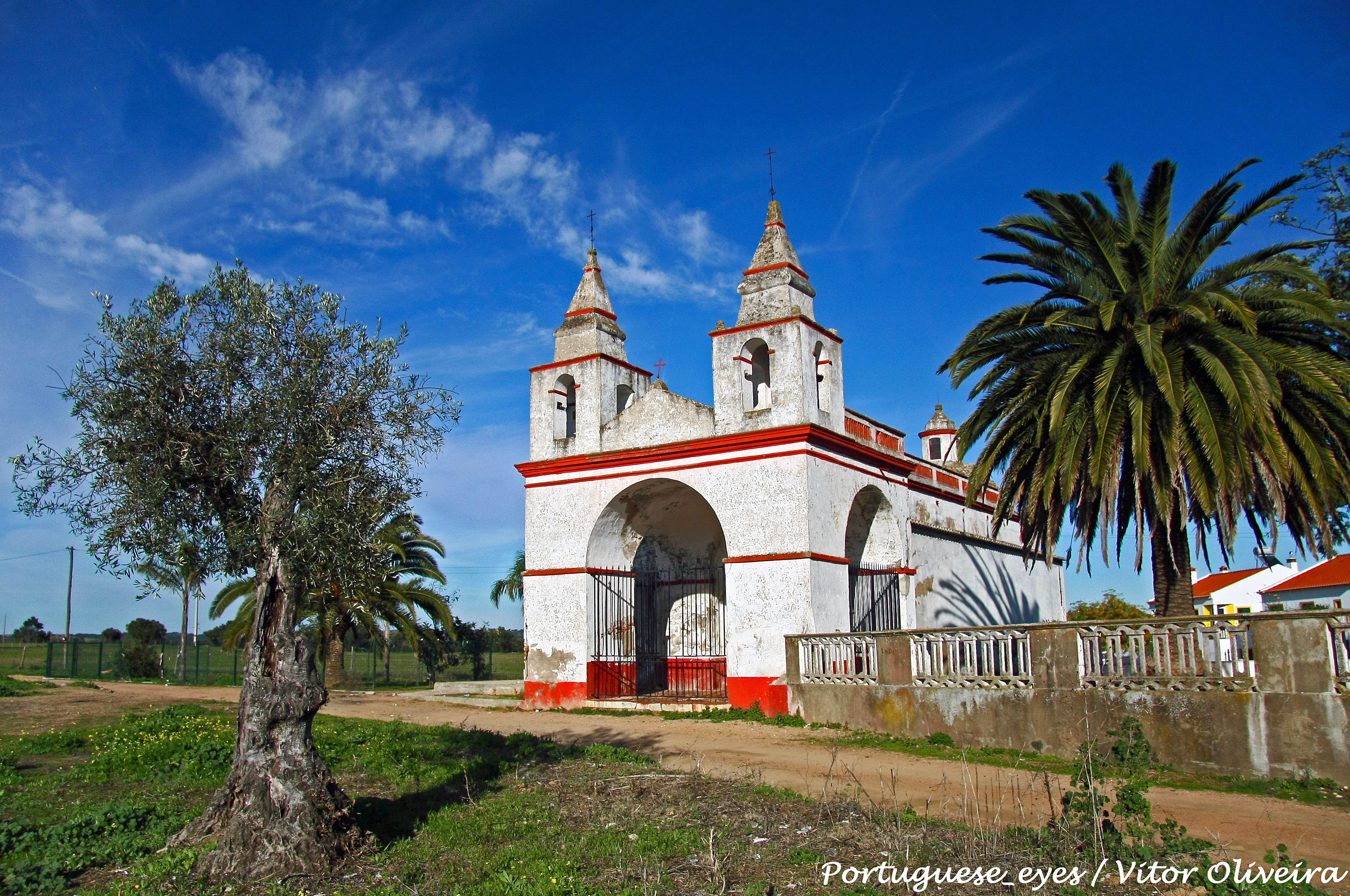

A Capela de Nossa Senhora da Rocha é uma edificação que se localiza em Cuba, Portugal.
A planta é longitudinal escalonada, composta por nártex, nave e capela-mor, de planta rectangular, a que se adossa, do lado esquerdo, a sacristia. Ao longo da nave, de ambos os lados, adossam-se as casas do ermitão, dos romeiros e anexos. A cobertura do nártex e da nave é diferenciada, em telhado de duas águas, a da capela-mor possui domo revestido por telha de canudo e encimado por falso lanternim, e a das dependências anexas apresenta telhado de uma água, que se unem na cabeceira, cobrindo o espaço do camarim.
A fachada principal volta-se para o sul, antecedida pelo nártex, ao qual se sobe por um degrau coberto por abóbada de aresta e encimado por empena coroada por cruz em ferro. Os três alçados do nártex são rasgados por arcos plenos fechado por grades. O remate é em empena ladeada por duas torres sineiras, de planta quadrada, com um olhal em arco pleno em cada face, sobrepujadas por coruchéu escalonado e catavento, com portal de acesso à nave em cantaria, rectangular e com arco em cortina, chanfrado e emoldurado por composição naturalista de alcachofras e romãs e com bases prismáticas.
O alçado leste é formado por nártex e nave um pouco mais recuada, encimada por platibanda com grelha de tijoleiras colocadas verticalmente, a que se adossa a casa dos romeiros. O alçado norte tem o volume da cabeceira da capela-mor cego, empena triangular e porta de acesso à sacristia, antecedida por três degraus. O alçado oeste tem esquema idêntico ao do alçado leste.
O interior tem uma nave, coberta por abóbada de berço que arranca de cornija, tendo, do lado da Epístola, à entrada, uma pia de água benta, em cantaria. Nas paredes laterais rasgam-se, de cada lado, três arcos de volta perfeita, cegos, enquadrando banquetas. Um arco triunfal de volta perfeita, assente em pilastras, dá passagem à capela-mor com cobertura em cúpula. O altar e o retábulo são de talha dourada e policromada com tribuna e trono; a ladear a tribuna, pilastras e colunas de fuste liso e capitel coríntio, com remate em frontão interrompido. A estrutura retabular é ladeada por duas mísulas. Na parede do lado do Evangelho, abre-se a porta de acesso à sacristia, a qual apresenta porta para o exterior, virada para o norte, com uma escada de acesso ao trono.